# Parmenomorpha wasselli
Parmenomorpha wasselli là một loài bọ cánh cứng trong họ Cerambycidae.